# マリツィアII号
マリツィアII号（ローマ字：Malizia II）は、帆と再生可能エネルギーを電源とするスクリューで航行するオープン60用ヨットである。船体は炭素繊維強化プラスチックで出来ており、カッティングキールと水中翼によって6トンの揚力を得る構造になっている。風速で22ノット、最高速25ノット出せる高速ヨットである。VPLPとギョーム・ヴェルディエとでMultiplastによってフランスで設計構築  。 
ボートは、スウェーデンの気候変動活動家グレタ・トゥーンバーグの輸送船として機能し、 グレタトゥンバーグは 、2019年8月に二酸化炭素を排出せずに北大西洋を渡ってプリマスからニューヨーク市まで航行。この旅行はボリス・ハーマンが主導した。 トゥーンバーグの大西洋横断は2019年8月14日に始まり、8月28日に終了  ボートの価値は約400万ポンドと推定されています 。 

## ギタナ・チーム
2000年、 ベンジャミン・デロス・チャイルドはチームギタナを設立。「マリツィアII号」は、当初はフランスの銀行家ベンジャミン・ド・ロッチルドが創設したチームギタナで運用され、「Gitana 16」と命名されていた。 

## マリツィアチーム
2017年にGerhard Senftが買い取り「マリツィアII号」と改名されてチームマリツィアで運用されるようになった。

## 参照資料
1. ↑  “Malizia II - Yacht Club de Monaco”.   IMOCO. 2019年9月2日閲覧。
2. ↑  Boris Herrmann Racing. “The Yacht | Boris Herrmann Racing -+” (英語). 2019年9月29日閲覧。
3. ↑  Justine Calma (2019年8月28日). “Greta Thunberg wraps up 15-day carbon-free voyage to New York City”.   The Verge. 2019年8月29日閲覧。
4. ↑  https://www.thesun.co.uk/news/9739595/greta-thunbergs-carbon-free-yacht-trip-flights/